# バリュークリエーション
バリュークリエーション株式会社（英: Value Creation Co.,Ltd.:表紙）は、マーケティングDX事業、デジタルメディア事業、不動産DX事業を主とする日本の企業。

## 概要
東京都渋谷区に本社を置く。マーケティング事業を行うことを目的として、2008年4月、東京都渋谷区道玄坂に設立:3。
Yahoo!・Google・Metaなどの主要デジタル広告媒体を中心に顧客企業のマーケティング戦略を支援している。
2020年7月には解体業者と自宅などを解体したいユーザーをマッチングするサービス「解体の窓口」をリリース:3, 5。

## 沿革
- 2008年
  - 4月 - マーケティング事業を行うことを目的として、東京都渋谷区道玄坂にバリュークリエーション 株式会社を設立[2]:3
- 2011年
  - 7月 - フランチャイズ事業開始[2]:3
- 2012年
  - 5月 - プライバシーマークの認証取得[2]:3
- 2014年
  - 10月 - 広告プラットフォーム「Vasta」リリース[2]:3
  - 11月 - ストレッチアップ事業を開始[2]:3
- 2015年
  - 4月 - 本社を東京都渋谷区渋谷に移転[2]:3
- 2016年
  - 3月 - Idealink株式会社にフランチャイズ事業及びストレッチアップ事業を譲渡[2]:3
  - 7月 - 本社を東京都渋谷区恵比寿に移転[2]:3
- 2017年
  - 4月 - 「車査定・買取の窓口」事業を開始[2]:3
  - 10月 - 宮城県仙台市青葉区に仙台支社設立[2]:3
- 2020年
  - 7月 - 「解体の窓口」サービスを開始[2]:3
  - 10月 - リビン・テクノロジーズ株式会社と業務提携契約締結[2]:3
  - 11月 - YMAAマーク制度において薬機法医療法遵守広告代理店に認定[2]:3
  - 12月 - 「人生に役立つ」を網羅するサイト「Mola」オープン[2]:3
- 2021年
  - 9月 - カーマーケティングジャパン株式会社に「車査定・買取の窓口」事業譲渡[2]:3
- 2022年
  - 2月 - 一般社団法人日本インタラクティブ広告協会（JIAA）入会[2]:3
  - 4月 - 「解体の窓口」解体工事会社の加盟社数が1,000社を突破[2]:3
  - 5月 - 情報セキュリティマネジメントシステム（ISMS）認証取得[2]:3
  - 6月 - 三井住友海上火災保険株式会社と代理店委託契約を締結し「Wで安心解体工事請負業者賠償責任保険」の提供を開始[2]:3
  - 7月 - 「解体の窓口」解体事業者のマッチング希望者数が10,000人を突破[2]:3
  - 9月 - 一般社団法人デジタル広告品質認証機構（JICDAQ）の「品質認証事業者」認証を取得[2]:3
- 2023年
  - 2月 - かっこ株式会社と業務提携契約を締結[2]:3
  - 2月 - 神奈川県川崎市と空き家解体促進を見据えた実証実験に向け連携協定を締結[2]:3
  - 11月 - 東京証券取引所グロース市場に上場[3]。証券コードは9238[3]。

## 直営サービス

### メディア
- 解体の窓口[2]:5
- Mola[2]:5

### 加盟団体
- 一般社団法人 日本インタラクティブ広告協会（JIAA）

### 各種認定
- LINEヤフー Sales Partner（認定パートナー）「Select」
- Google広告認定パートナー
- SmartNews Ads 認定パートナー「Bronze」
- X広告認定代理店
- Meta Business Partner
- YMAAシルバー認証（薬機法・医療法遵守広告代理店認証）
- KTAAシルバー認証（景表法・特商法遵守広告代理店認証）